# 골프 채널
골프 채널은 미국 NBC 스포츠 그룹 소속의 방송국이다. 플로리다 주에 본사가 있다.

## 연혁
1995년 1월 17일 설립되었다. 2007년에 HD 서비스를 시작했다. 대한민국에서는 2012년 6월 5일부터 한국에 진출해 골프 채널 코리아라는 채널로 론칭했다. 이 채널은 IB 스포츠에서 운영되고 있다. 2021년 2월 1일부터 골프&스포츠로 변경했다.

## 채널 번호
- 버라이즌 FiOS-304번(SD), 593번(HD)
- AT&T U-verse-641번(SD), 1641번(HD)
- DirecTV-218번(SD/HD), 1218번(VOD)

## 같이 보기
- GOLF & PBA